# Eyerkeilturm

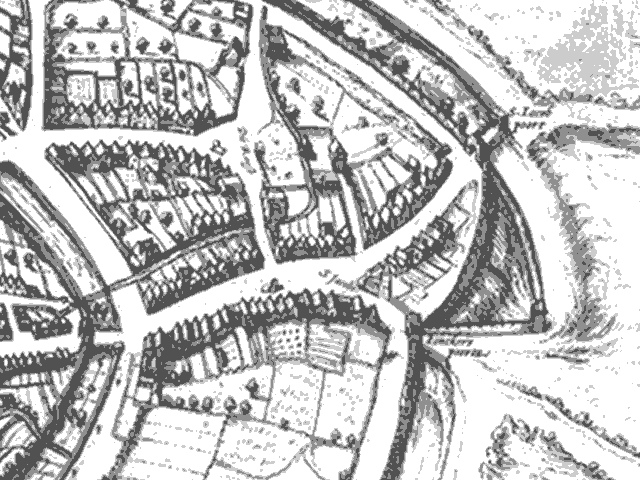
Historische kaart van Aken, detail met Eyerkeilturm op de hoek van de Lütticher Schanze (rechts) met er links van de stadsmuur tussen de Jakobstor (rechts) en de Junkerstor (links).

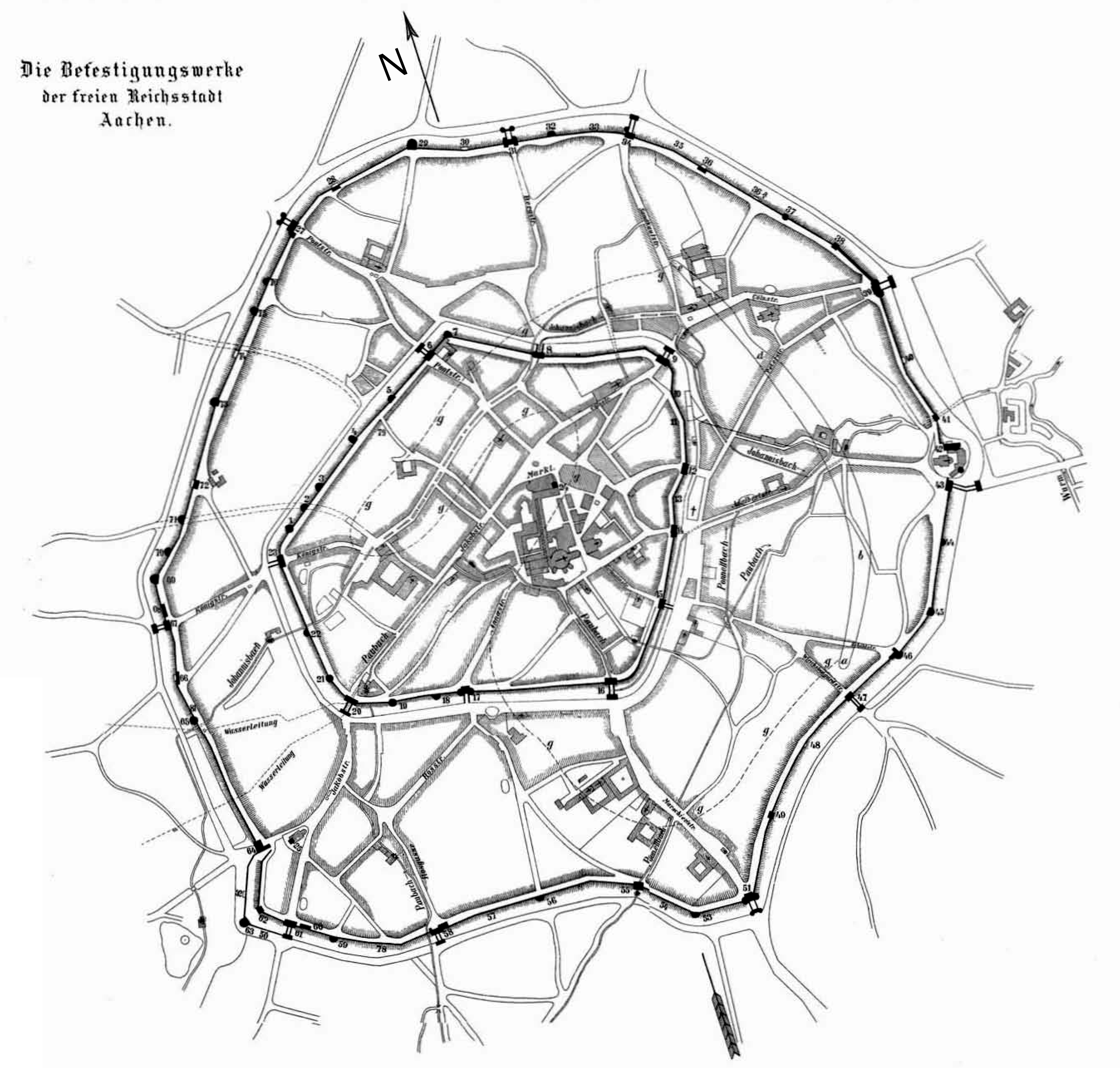
Overzicht van de vestingwerken in Aken. Nummer 63 is de Eyerkeilturm.

De Eyerkeilturm was een weertoren en maakte deel uit van de tussen 1300 en 1350 gebouwde buitenste stadsmuren van de Duitse stad Aken. De toren bestaat niet meer.

## Locatie
De Eyerkeilturm was geen onderdeel van de buitenste ringmuur maar stond alleen ten zuidwesten van de ringmuur op de hoek van de grachtmuur (dwingelmuur) van de driehoekige Lütticher Schanze tussen de Jakobstor (in het zuidoosten) en de Junkerstor (in het noordoosten). Tegenover de Eyerkeilturm bevond zich in de stadsmuur de toren zonder naam.

## Beschrijving
De Eyerkeilturm was een ronde toren en werd daarom ook vaak als zodanig aangeduid. Hij had een doorsnede van ongeveer 12,5 meter. De toren had twee verdiepingen, waarheen een wenteltrap voerde.
De begane grond had schietgaten voor boogschutters en kruisboogschutters. Op de beide bovenverdiepingen waren er bredere schietluiken aanwezig die door houten deurtjes gesloten konden worden, waarachter geschut geplaatst was zoals de ballista.
Het dak was plat en werd omgeven door kantelen, zodat ook van daar uit de ruimte buiten de muur en binnenin de dwingel (tussen de voormuur en de stadsmuur) van de Lütticher Schanze gecontroleerd en beschoten kon worden.
Door zijn ligging voor de ringmuur diende de Eyerkeilturm ook ter ondersteuning voor de verdediging van de Jakobstor en de Junkerstor.